# استقلالية وسائل الإعلام
تعني استقلالية وسائل الإعلام غياب الرقابة الخارجية أو التأثير في أي مؤسسة أو فرد عامل في وسائل الإعلام. إذ تُعد مقياسًا لقدرة الفرد على «اتخاذ القرارات والتصرف وفقًا لمنطقه الخاص»، والتمييز بين وسائل الإعلام المستقلة ووسائل الإعلام المملوكة للدولة، أو الإعلام الحكومي.
غالبًا يوجد خلاف على مفهوم استقلال وسائل الإعلام بوصفه قاعدة عمل معيارية في السياسات العامة للإعلام والصحافة. يرى نيك كولدري أن التحولات الرقمية تميل إلى تعريض الصحافة للخطر بوصفها سلعة عامة -مع عدم وضوح الفارق بين الصحافة والإعلان مثلًا- بفعل الديناميكيات التكنولوجية والسياسية والاجتماعية التي تجلبها هذه التحولات. لهذا يعد دانييل هالين وكيلي مكبرايد وتوم روزنستيل القواعد الأخرى -مثل الشفافية والمشاركة- أهم. يشير كاري كاربينين وهالفارد مو إلى أن «ما نعنيه بصدد استقلال وسائل الإعلام إذن هو خصائص العلاقات بين كيانات محددة، من مؤسسات إعلامية وثقافات صحفية ومتحدثين فرديين من ناحية، وبين بيئتهم الاجتماعية متضمنةً الدولة وجماعات المصالح السياسية وسوق العمل والثقافة السائدة من ناحية أخرى».

## نظرة عامة
يؤثر عاملان في استقلالية وسائل الإعلام. أولًا، أدت الاضطرابات والأزمات التي شهدتها نماذج الأعمال التجارية الداعمة لوسائل الإعلام المطبوعة والاذاعية لعقود من الزمان إلى أن تُصبِح منافذ الإعلام التقليدية أكثر عُرضةً للتأثيرات الخارجية، في سعيها إلى إنشاء مصادر جديدة للعائدات. وثانيًا، في أنحاء عديدة، أدت تدابير التقشف إلى خفض واسع النطاق في ميزانيات هيئات البث العامة، وأدت أيضًا إلى فقدان وظائف الموظفين والحد من الابتكار في مجال البرمجة.
من المؤشرات الدالة على الافتقار إلى الاستقلالية مستوى الثقة العامة في مصداقية الصحافة. وفقًا لمقياس إيدلمان للثقة، فإن الثقة في وسائل الإعلام تتراجع، ما يعكس تراجع الثقة في الحكومة والتجارة والأعمال والمنظمات غير الحكومية. منذ 2012، أصبحت وسائل الإعلام على الإنترنت أكثر شعبية، إذ اكتسبت ثقة في مختلف أنحاء العالم، ولكن وفقًا لميندي شاهال، تزايد الوعي حول خطر الأخبار الكاذبة أو الزائفة وفقاعات الترشيح والخوارزميات في تغيير التصورات عن مصداقية المعلومات على الإنترنت. تقول أنيا شيفرين إنه رغم التفاؤل في بداية الأمر بأن وسائل التواصل الاجتماعي قد تقلل من هذه الاتجاهات بواسطة تمكين مشاركة أوسع للمواطنين في وسائل الإعلام، تتزايد الأدلة على تعرُّض وسائل التواصل الاجتماعي كذلك للاستيلاء والاستقطاب السياسي، ما يؤثر في ثقة المستخدمين في المعلومات الموجودة على هذه المنصات.
تؤثر أجهزة تنظيم الإعلام في استقلالية التحرير لوسائل الإعلام، التي لا تزال متشابكة بشدة مع التأثيرات والضغوط السياسية والاقتصادية. ولا تزال وسائل الإعلام الخاصة -التي تعمل خارج نطاق سيطرة الحكومات وبالحد الأدنى من اللوائح التنظيمية الرسمية - معتمدة على دعم الإعلانات، ما ينذر بإساءة استخدام المعلنين -كالحكومات- لها أداةً سياسية.
أضافت التقنيات الجديدة معنى جديدًا لتشكيل استقلالية وسائل الإعلام. أصبح جمع البيانات واختيارها وتجميعها وتوليفها ومعالجتها الآن مسؤولية نماذج التشغيل الآلي. وفي حين أن مشاركة منشورات وسائل التواصل الاجتماعي أمر بالغ الأهمية في رفع أهمية مصادر أو قصص إخبارية معينة، فإن ما يظهر في موجز الأخبار الفردية على منصات مثل فيسبوك أو مجمعي الأخبار مثل أخبار غوغل هو نتاج قوى أخرى أيضًا. ويشمل ذلك الخوارزميات التي تزيل الحكم التحريري المهني لصالح أنماط الاستهلاك لدى المستخدم الفرد وشبكته الاجتماعية. سنة 2016، أعلن المستخدمون أنهم يفضلون الخوارزميات على المحررين لاختيار الأخبار التي يريدون قراءتها. رغم الحياد الظاهر، كثيرًا ما تُعرض الخوارزميات نزاهة التحرير للخطر، وقد وُجِد أنها أيضًا تؤدي إلى التمييز بين الناس على أساس العِرق والوضع الاجتماعي والاقتصادي والموقع الجغرافي.

## تنظيم وسائل الإعلام
يُعد كل من دور السلطات التنظيمية -مؤسسات البث المرخص ومقدمي المحتوى والمنصات- ومقاومة التدخل السياسي والتجاري في استقلالية وسائل الإعلام من العناصر المهمة لاستقلالية وسائل الإعلام. لضمان استقلالية وسائل الإعلام، يجب وضع السلطات التنظيمية خارج نطاق توجيهات الحكومات. يمكن قياس ذلك بواسطة التشريعات والقوانين والقواعد التي تحكم عمل الوكالة المنظمة.

### التنظيم الحكومي لوسائل الإعلام

#### الترخيص
لا تزال عملية إصدار التراخيص لوسائل الإعلام في العديد من المناطق تفتقر إلى الشفافية وتُعد من الإجراءات التي تتسم بالغموض والتستر. في العديد من البلدان، تُتهم السلطات التنظيمية بالتحيز السياسي لصالح الحكومة والحزب الحاكم، إذ تُرفض تراخيص بعض هيئات البث والصحفيين والمذيعين المرتقبين أو يُهَددون بسحب التراخيص. في العديد من البلدان، يتضاءل تنوع المحتوى وتعدد وجهات النظر بسبب الاحتكار الذي تعززه الدول تعزيزًا مباشرًا أو غير مباشر. لا يؤثر ذلك في المنافسة فحسب، بل يؤدي أيضًا إلى تكثيف السلطة واحتمالية التأثير المفرط في الرأي العام. يُشير ستيف باكلي في كتاب «الإذاعة والرأي والمسؤولية: نهج المصلحة العامة للسياسة والقانون والتنظيم» إلى التخلف عن القيام بتجديد أو المحافظة على تراخيص وسائل الإعلام الناقدة، ويشيرون أيضًا إلى ضم السلطات التنظيمية إلى وزارات حكومية أو تقليص إمكانياتها وصلاحياتها للعمل، وكذلك يُعد الافتقار إلى الإجراءات القانونية المناسبة لاعتماد قرارات السلطات التنظيمية، من بين عدة أمور، مثالًا على أن هذه الهيئات التنظيمية تمتثل رسميًا لمجموعة من المتطلبات القانونية المتعلقة بشأن استقلالية وسائل الإعلام، لكن مهمتهم الرئيسية في الواقع هي فرض أجندة سياسية.

#### المناصب التي أقرتها الحكومة
تتجلى سيطرة الدولة أيضًا في التسييس المتزايد للهيئات التنظيمية، بواسطة عمليات نقل وتعيين الأفراد الموالين للأحزاب في مناصب عليا في السلطات التنظيمية.

#### تنظيم الإنترنت
سعت الحكومات في جميع أنحاء العالم لتوسيع نطاق تنظيم الإنترنت ليشمل شركات الإنترنت، سواء مزودي الاتصال أو مقدمي خدمات التطبيقات، محليًا أو في الخارج. قد يكون التأثير في المحتوى الصحفي شديدًا، إذ قد تخطئ شركات الإنترنت كثيرًا في جانب الحذر وتزيل التقارير الإخبارية، مع توفير فرص غير كافية لإنصاف منتجي الأخبار المتضررين.

### التنظيم الذاتي

#### إقليميًا
في أوروبا الغربية، يوفر التنظيم الذاتي بديلًا للسلطات التنظيمية الحكومية. وفي مثل هذه الحالات، تاريخيًا، كانت الصحف خالية من الترخيص والتنظيم، وكانت توجد ضغوط متجددة عليها للتنظيم الذاتي أو أن يكون لديها على الأقل مسؤولين عن التحقيق في الشكاوى داخل المؤسسة المعنية. ومع ذلك، كان من الصعب غالبًا إنشاء كيانات هادفة ذاتية التنظيم.
توجد سلطات التنظيم الذاتي غالبًا في ظل التنظيم الحكومي، وتكون هذه السلطات واعية ومدركة لإمكانية التدخل الحكومي فيها. في العديد من البلدان في وسط وشرق أوروبا، لم تكن سلطات التنظيم الذاتي موجودة أو لم يُنظر إليها تاريخيًا أنها تتسم بالكفاءة والفعالية.
أدى ظهور القنوات الفضائية المنقولة عبر الأقمار الصناعية، مباشرةً إلى المشاهدين، أو من خلال أنظمة الكابل أو الإنترنت، إلى أن يكون مجال البرمجة غير المنظمة أكبر بكثير. مع ذلك، توجد جهود متفاوتة لتنظيم وصول المبرمجين إلى أجهزة الإرسال والاستقبال عبر الأقمار الصناعية في أوروبا الغربية وأمريكا الشمالية والدول العربية ومنطقة آسيا والمحيط الهادئ. كان ميثاق البث الفضائي العربي مثالًا على الجهود المبذولة لوضع معايير رسمية وبعض الصلاحيات التنظيمية للتأثير فيما ينقل، لكن من الواضح أنه لم ينفذ.

#### المنظمات الدولية وغير الحكومية
يعبر الصحفيون عن التنظيم الذاتي بوصفه نظامًا تفضيليًا، ولكنه أيضًا يمثل دعمًا لمنظمات حرية وسائط الإعلام والتنمية من جانب المنظمات الحكومية الدولية مثل اليونسكو والمنظمات غير الحكومية. يوجد اتجاه مستمر لإنشاء هيئات ذاتية التنظيم، مثل مجالس الصحافة، في حالات الخلاف وما بعد الخلاف.
وقد استجابت شركات الإنترنت الكبرى لضغوط الحكومات والجمهور من خلال تطوير أجهزة ذاتية التنظيم وأنظمة للشكاوى على مستوى الشركة الفردية، باستخدام المبادئ التي طورتها في إطار مبادرة الشبكة العالمية. نمتْ مبادرة الشبكة العالمية لتشمل العديد من شركات الاتصالات الكبرى إلى جانب شركات الإنترنت مثل غوغل وفيسبوك وغيرها، إضافةً إلى منظمات المجتمع المدني والأكاديميين.
يؤثر منشور المفوضية الأوروبية لعام 2013، لدليل قطاع تكنولوجيا المعلومات والاتصالات حول تنفيذ مبادئ الأمم المتحدة التوجيهية بشأن الأعمال التجارية وحقوق الإنسان، في وجود الصحافة المستقلة بوضع حدود لما ينبغي أو لا ينبغي تنفيذه، وتحديد الأولويات في الأماكن الرقمية الأكثر شعبية.